# Children of the Revolution
«Children of the Revolution» es una canción de la banda británica de glam rock T. Rex publicado en 1972 como sencillo para promocionar el disco Tanx de 1973, sin embargo, no fue incluido en este hasta 1994 cuando se relanzó en formato disco compacto. Es considerado un tema de glam rock y hard rock, sin embargo, destacan un riff similar al heavy metal, un coro influenciado en el R&B y una dinámica similar a la música pop. Por su parte, su letra es considerada como un mensaje de rebelión para los jóvenes.
Obtuvo el puesto 2 en el UK Singles Chart en septiembre del mismo año. En 1987 y con la celebración de los diez años de la muerte de Marc Bolan, el productor Tony Visconti lo remasterizó y fue lanzado nuevamente en el Reino Unido, donde obtuvo la posición noventa en el mismo conteo inglés.
Con el pasar de los años ha sido versionada en varias oportunidades por distintas agrupaciones musicales y en diversos géneros musicales. Artistas como la dance Baby Ford, la banda de electro-rock Soulwax, el grupo de punk Flogging Molly y la banda de hard rock y heavy metal Scorpions, entre otras.
También ha sido incluida en las películas Billy Elliot, Moulin Rouge! y Breakfast on Pluto, entre otras.

## Lista de canciones
| N.º | Título                       | Duración |  |
| 1.  | «Children of the Revolution» | 2:29     |  |
| 2.  | «Jitterbug Love»             | 2:59     |  |
| 3.  | «Sunken Rags»                | 2:54     |  |

## Posicionamiento en listas
| País        | Lista                    | Máxima posición |
| ----------- | ------------------------ | --------------- |
| Irlanda     | Irish Singles Chart      | 1               |
| Reino Unido | UK Singles Chart         | 2               |
| Francia     | French Singles Chart     | 3               |
| Alemania    | German Singles Chart     | 5               |
| Austria     | Austrian Singles Chart   | 7               |
| Australia   | Australian Singles Chart | 11              |

## Certificaciones
| País        | Organismo certificador | Certificación | Ventas certificadas | Ref.  |
| ----------- | ---------------------- | ------------- | ------------------- | ----- |
| Reino Unido | BPI                    | Plata         | 200 000             | [ 5 ] |

## Músicos
- Marc Bolan: voz principal y coros, guitarra eléctrica
- Mickey Finn: congos, bongos y coros
- Steve Currie: bajo y coros
- Bill Legend: batería